# Театр Муссури
Театр-цирк «Муссури» — здание театра-цирка в Харькове расположено по ул. Благовещенской, 28. Памятник архитектуры местного значения в стиле модерн. В начале XX века был самым большим театром-цирком в мире, вмещал 5750 зрителей.

## История
Построен в 1911 году как помещение цирка. Автор проекта — архитектор Б. Н. Корнеенко. Здание в стиле модерн, из красного кирпича. Зрительный зал не имел подпорок, высота купола составляла 70 метров. Места для зрителей располагались амфитеатром, а сама арена располагалась ниже уровня земли.  В 1912 году здание переоборудовали под оперный театр, который стал носить название «Муссури» — по имени купившего этот дом театрального предпринимателя Герасима Михайловича Муссури. На сцене этого театра выступали: Фёдор Шаляпин, Владимир Маяковский, Татьяна Шмыга, Георг Отс, Андрей Миронов, Алла Пугачева, Михаил Водяной, Мария Тибольди, Валерия Радулеску, Ванда Полянская, Николай Сличенко, Светлана Варгузова, Юрий Веденеев, Герард Васильев, Владимир Высоцкий, Михаил Боярский, Лев Лещенко.
С 1911 по 1989 годы — до момента открытия нового здания ХАТОБа на ул. Сумской — являлось самым большим театральным зданием Харькова.
В период с 1919 по 1923 год здание использовалось для проведения общественно-политических мероприятий. Здесь выступали Н. Крупская, Ф. Дзержинский. 10 марта 1919 года на проходившем в театре 3-м Всеукраинском съезде Советов Украинская Социалистическая Советская Республика была провозглашена самостоятельным независимым государством; тогда же была принята первая конституция УССР.
Около 60 лет при СССР в здании располагался Харьковский театр музкомедии, сейчас находящийся на той же стороне той же улицы через одно здание (ДК «Пищевик», ул. К. Маркса, 32).

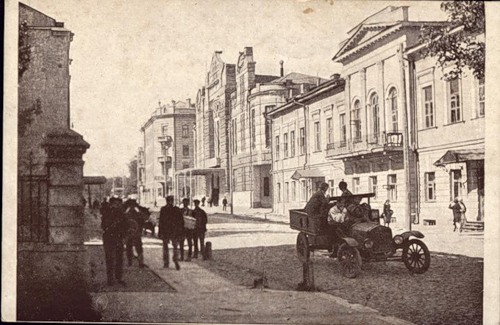
Театр на дореволюционных открытках

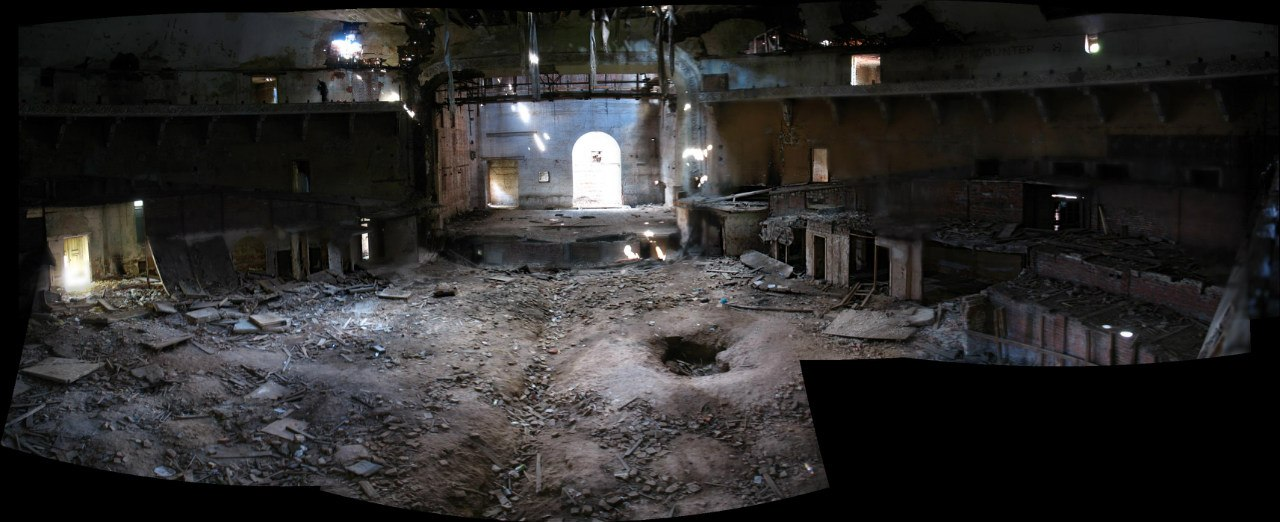
Внутри здания театра в настоящее время

Из-за плохой акустики и неприспособленности к проведению спектаклей театр неоднократно перестраивался, постепенно утрачивая первоначальный вид: менялся фасад, терялись детали, здание было обложено жёлтой плиткой. Фотографий здания нет ни в одном альбоме о Харькове, и о его первоначальном облике можно судить по дореволюционным открыткам.
В 1987 году здание было признано аварийным. Оно неоднократно горело, ведь некоторые из конструкций деревянные, а перекрытия между крышей и зрительным залом — из прессованного камыша. В 2005 году здание театра было изъято из перечня памятников архитектуры.